# Островечно
Островечно (пол. Ostrowieczno, нім. Seeweiler) — село в Польщі, у гміні Дольськ Сьремського повіту Великопольського воєводства. Населення — 298 осіб (2011).
У 1975—1998 роках село належало до Познанського воєводства.

## Демографія
Демографічна структура станом на 31 березня 2011 року:
|          | Загалом | Допрацездатний вік | Працездатний вік | Постпрацездатний вік |
| -------- | ------- | ------------------ | ---------------- | -------------------- |
| Чоловіки | 153     | 35                 | 113              | 5                    |
| Жінки    | 145     | 31                 | 93               | 21                   |
| Разом    | 298     | 66                 | 206              | 26                   |